# Krążowniki ciężkie typu County
Krążowniki ciężkie typu County – typ brytyjskich krążowników ciężkich z okresu II wojny światowej. Okręty budowano w 3 podstawowych wersjach: Kent, London i Norfolk. Łącznie zbudowano 13 okrętów: 11 dla Royal Navy i dwa dla Royal Australian Navy.

## Historia
Po zakończeniu I wojny światowej Royal Navy dysponowała dużą liczbą przestarzałych krążowników, które charakteryzowały się słabym uzbrojeniem i niewystarczającą prędkością. W tym czasie pojawiło się zapotrzebowanie na duże, szybkie i silnie uzbrojone krążowniki mogące samodzielnie atakować linie żeglugowe lub służyć do ich obrony. Konferencja rozbrojeniowa w Waszyngtonie zakończona w lutym 1922 wyznaczyła limit wyporności dla nowo budowanych krążowników na 10 000 ton. Wielka Brytania, opierając się na tych ustaleniach, podjęła decyzję o budowie serii okrętów, które początkowo nazywano „krążownikami traktatowymi”. Prace projektowe rozpoczęły się w 1922 i zakładały, że nowe krążowniki będą charakteryzowały się maksymalną dopuszczalną wypornością 10 000 ton i uzbrojeniem składającym się z 8 dział kaliber 203 mm. Początkowe plany przewidywały zbudowanie 17 „krążowników waszyngtońskich” w kilku etapach.

## Wersje okrętu
- Podtyp Kent

Pierwsza partia 8 okrętów, która miała być zamówiona w ramach roku budżetowego 1924/1925, w wyniku zmiany rządu została ograniczona do 5 jednostek. Dwa okręty tego typu zamówiła Australia, która przeprowadzała w tym czasie modernizację swojej floty. Okręty tej wersji określane są jako podtyp Kent.
- - HMS Kent (54) – rozpoczęcie budowy 15 listopada 1924, wodowanie 16 marca 1926, wejście do służby 22 czerwca 1928
  - HMS Berwick (65) – rozpoczęcie budowy 15 września 1924, wodowanie 30 marca 1926, wejście do służby 15 lutego 1928
  - HMS Cornwall (56) – rozpoczęcie budowy 9 października 1924, wodowanie 11 marca 1926, wejście do służby 8 maja 1928
  - HMS Cumberland (57) – rozpoczęcie budowy 18 października 1924, wodowanie 16 marca 1926, wejście do służby 21 stycznia 1928
  - HMS Suffolk (55) – rozpoczęcie budowy 30 września 1924, wodowanie 16 lutego 1926, wejście do służby 31 maja 1928
  - HMAS Australia (I84) – rozpoczęcie budowy 26 sierpnia 1925, wodowanie 17 marca 1927, wejście do służby 24 kwietnia 1928
  - HMAS Canberra (I85) – rozpoczęcie budowy 9 września 1925, wodowanie 31 maja 1927, wejście do służby 10 lipca 1928
- Podtyp London

Druga seria okrętów bazowała na okrętach typu Kent. Kadłub okrętów został nieznacznie wydłużony i zwężony, dzięki czemu zwiększyła się prędkość okrętów. Wyposażone zostały w po raz pierwszy przyjęte na uzbrojenie torpedy Mark VII ze wzbogaconym w tlen powietrzem.
- - HMS London (69) – rozpoczęcie budowy 23 lutego 1926, wodowanie 14 września 1927, wejście do służby 31 stycznia 1929
  - HMS „Devonshire” (39)(inne języki) – rozpoczęcie budowy 16 marca 1926, wodowanie 22 października 1927, wejście do służby 18 marca 1929
  - HMS Shropshire (73) – rozpoczęcie budowy 1 lutego 1927, wodowanie 22 lutego 1928, wejście do służby 19 marca 1929
  - HMS Sussex (96) – rozpoczęcie budowy 24 lutego 1927, wodowanie 5 lipca 1928, wejście do służby 12 września 1929
- Podtyp Norfolk
  - HMS Dorsetshire (40)– rozpoczęcie budowy 21 września 1927, wodowanie 24 stycznia 1929, wejście do służby 30 września 1930
  - HMS Norfolk (78) – rozpoczęcie budowy 8 lipca 1927, wodowanie 12 września 1928, wejście do służby 1 maja 1930